# شونا إس. روبرتس
شونا إس. روبرتس (بالإنجليزية: Shauna S. Roberts)‏ (17 سبتمبر 1956، بيفركريك في الولايات المتحدة)؛ روائية أمريكية.